# لنکستر (ماساچوست)
لنکستر، ماساچوست
لنکستر (به انگلیسی: Lancaster) شهرکی در شهرستان ورچستر ایالت ماساچوست می‌باشد که در سال ۱۶۵۳ بنیان‌گذاری شده‌است. این شهرک در سرشماری سال ۲۰۱۰ میلادی، ۸٬۰۵۵ نفر جمعیت داشته‌است.